# حمل جلايسيمي
الحِمل الجلايسيمي  (اختصارًا GL) هو رقم يبين مقدار ما سيرفعه الطعام من مستوى السكر في الدم بعد تناوله.ان وحدة واحدة من الحمل الجلايسيمي تعادل تأثير تناول جرام واحد من الجلوكوز.
وهذا المصطلح جديد نسبياً يتبع مصطلح المؤشر الجلايسيمي ويستخدم معه لإعطاء صورة أوضح عن تأثير استهلاك النشويات على ارتفاع نسبة السكر في الدم لأن المؤشر الجلايسيمي يدل فقط على سرعة تحوّل طعام نشوي إلى سكر ولا يدل على كمية النشا في ذلك الطعام والتي ستتحول إلى سكر، والمطلوب هو الحصول على المعلومتين لاستيعاب تأثير طعام ما على معدل السكر في الدم. وكمثال على ذلك نجد أن المؤشر الجلايسيمي للبطيخ الأحمر مرتفع ولكن كمية النشويات في البطيخ المحمل بالسوائل تعتبر قليلة ولذلك فحِمله الجلايسيمي منخفض.
- فإذا بلغ الحِمل الجلايسيمي 20أو أكثر فهو مرتفع
- وإن بلغ 11إلى 19فهو متوسط،
- وإن بلغ 10أو أقل فهو منخفض. وعادة تكون الأطعمة منخفضة الحِمل الجلايسيمي منخفضة المؤشر الجلايسيمي.

## مؤشر سكر الدم
مؤشر سكر الدم هو نظام رقمي لقياس مدى تحفيز نوع من أنواع المأكولات لارتفاع السكر في الدم. وكلما ارتفع الرقم ازدادت كمية السكر في الدم. أي أن الطعام منخفض المؤشر الجلايسيمي سيتسبب في زيادة طفيفة للسكر في الدم، أما الطعام مرتفع المؤشر الجلايسيمي فسيتسبب في زيادة كبيرة للسكر في الدم. و في أدناه مستويات المؤشر الجلايسيمي:
- المرتفع : إذا زاد المؤشر الجلايسيمي لطعام ما عن 70 .
- المتوسط: عندما يتراوح المؤشر الجلايسيمي بين 56 إلى 69 .
- المنخفض: إذا بلغ 55 أو أقل .

فائدته:
- يستخدم لخفض الوزن
- للتحكم في مستوى السكر

وبالرغم من أهمية المؤشر الجلايسيمي كطريقة للتحكم بتذبذب مستويات السكر في الدم إلا أنها ليست سهلة الإتباع للأسباب التالية:
1. ندرة المعلومات المتعلقة بالمؤشر الجلايسيمي: أي قلة عدد الأطعمة المعروف مؤشرها الجلايسيمي. وبالإضافة إلى ذلك فإن أنواعاً من نفس الطعام قد يختلف مؤشرها الجلايسيمي (فالتفاح مثلاً أنواع كثيرة يختلف محتواها من النشويات باختلاف أنواعها). ولذلك ليس بالإمكان دائماً تقدير مؤشر طعام ما من نوعه أو تركيبته. وهذا يعني انه يجب قياس كل طعام لتحديد مؤشره بدقة، وهذا يتطلب وقتا وجهدا وتكلفة. بالإضافة إلى أن العاملين في هذا المجال قليلون.
2. الاختلافات الكبيرة في قياسات المؤشر الجلايسيمي: فعلى الرغم من وجود قوائم قياسات لأنواع متعددة من الأطعمة إلا أنها غير دقيقة لأنها تشكل متوسطات لقياسات متعددة لأنواع متعددة من نفس الطعام. وليس هناك خطأ في ذلك، ولكن النتائج الفعلية للطعام قد تختلف بشكل كبير. فمثلاُ، يتراوح قياس مؤشر البطاطس التي يميل لون قشرتها إلى الوردي والمطهوة بالفرن بين 56 وَ 111 ، وهذه نسبة اختلاف كبيرة. كما أن مؤشر نفس النوع يختلف باختلاف درجة نضجها فكلما نضجت ازدادت نسبة النشويات فيها. وهذه الاختلافات تجعل طريقة قياس المؤشر غير أكيدة.
3. تأثير طريقة إعداد الطعام على مؤشره الجلايسيمي: وهذه مشكلة تؤثر على مصداقية هذا القياس، ولكن كقاعدة عامة تؤثر درجة تعرّض أي طعام للتصنيع على مؤشره الجلايسيمي، فعمليات مثل الطبخ أو الفرم ترفع المؤشر لأنها تجعل عملية هضمه أسرع وأسهل. فمثلاً سلق المعكرونة لمدة 15 دقيقة بدلاً من عشر دقائق يرفع من معدلها الجلايسيمي.
4. تأثير خلط الطعام مع غيره من الأطعمة تؤثر على مؤشره الجلايسيمي: عادة ما يستهلك الإنسان غذاءً يتألف من أنواع متعددة من الاطعمة، فإضافة الأطعمة الغنية بالألياف أو البروتينات أو الدهون إلى الطعام النشوي يخفض عادة من المؤشر الكلي للوجبة.
5. الفروق الفردية في الاستجابة لارتفاع السكر في الدم: يختلف الأفراد في استجابة أجسامهم للنشويات، كما قد يختلف هضم نفس النوع من النشويات لدى نفس الفرد باختلاف ساعات النهار، وأخيراً يختلف الأفراد في كمية الإنسولين التي تفرزها أجسامهم استجابة للأطعمة.
6. الاعتماد على المؤشر الجلايسيمي والحِمل الجلايسيمي قد يؤدي إلى زيادة استهلاك الطعام: فمعرفة الإنسان بهما قد تزيد من استهلاكه للدهون وللسعرات الحرارية بشكل عام. وكمثال على ذلك نقارن بين التفاحة التي وزنها 138جراماً والتي مؤشرها 38 وحِملها الجلايسيمي 6 والتي توفر 16 جراماً من النشويات والتي تعتبر منخفضة المؤشر. وبين 4 أونصات من الفول السوداني وزنها أقل من التفاحة ومؤشرها الجلايسيميى الذي يبلغ 14 هو أقل من مؤشر التفاحة وحِملها الذي يبلغ 2 اقل من حِمل التفاحة. وبناءً على هذه المعلومات قد يبدو أن اختيار الفول السوداني أفضل من اختيار التفاحة، ولكن ملاحظة السعرات الحرارية في كليهما تدل على أن في التفاحة 72 سعرة حرارية بينما في اللوز أكثر من 500 سعرة حرارية!! وزيادة السعرات الحرارية لن تؤدي إلى تخفيف الوزن لأن زيادته عامل مؤثر في إصابة الفرد بمتلازمة الأيض. ومعرفة هذه المعلومات عن المؤشر الجلايسيمي مهمة كثقافة غذائية لتفادي الأسباب التي تؤدي إلى ارتفاع المؤشر الجلايسيمي، لكن تطبيقها صعب للأسباب المذكورة أعلاه.